# Antonio Prone
Antonio Prone (Carrara, fine XV secolo – inizio XVI secolo) è stato uno scultore italiano.

## Biografia
Nasce a Carrara alla fine del XV secolo. Altrimenti conosciuto come Antonio Proni. Appartiene alla corrente toscano-carrarese già attiva presso la Corte Partenopea. I componenti in cerca di nuove committenze si spingono più a Sud stabilendosi in parte a Messina, a Palermo e relative province. La corrente introduce in Sicilia lo stile Rinascimentale con opere d'arte sacra e profana che spaziano dai monumenti celebrativi a quelli commemorativi. Dediti alla statuaria in qualità di "sculptores" o "magistri marmorarii", anche come costruttori ed architetti "fabricatores", Il Prone è annoverato nell'elenco del "Privilegium pro marmorariis et fabricatoribus" stilato in Palermo il 18 settembre 1487 e spesso citato nella monumentale opera di Gioacchino Di Marzo negli anni 1868 - 1880 circa la scultura e gli artisti operanti in Sicilia a cavallo del XIV, XV e XVI secolo.
Opere sono presenti nella città di Trapani.

## Opere
- 1480, Cappella dei Pescatori e Cappella dei Marinai, in collaborazione con Bartolomeo di Giovanni e Gabriele di Battista nella basilica santuario di Maria Santissima Annunziata di Trapani.
- 1486, Acquasantiera, in collaborazione con Gabriele di Battista nel Museo regionale Agostino Pepoli di Trapani.